# CNN
Cable News Network (abgekürzt: CNN) ist ein US-amerikanischer Fernsehsender mit Sitz im CNN Center in Atlanta, Georgia.
Er wurde von Ted Turner als weltweit erster reiner Nachrichtensender gegründet und begann seinen Sendebetrieb am 1. Juni 1980. CNN wurde bis 2022 vom Turner Broadcasting System betrieben, welches seit 1996 eine Tochterfirma des Medienkonzerns WarnerMedia ist. Im April 2022 wurde CNN von diesem Mutterkonzern, der unter dem CEO David Zaslav mittlerweile Warner Bros. Discovery heißt, einverleibt. Präsident des Senders war bis Februar 2022 Jeff Zucker, ab Mai 2022 bis Juni 2023 war Chris Licht Präsident und CEO.
Die politische Ausrichtung des Senders gilt als links/liberal und den Demokraten nahestehend, unter Chris Licht sollte CNN nun ausschließlich „objektiven Journalismus“ betreiben. In der Folge kam es zu Änderungen des Programms und auch zum Rauswurf zweier prominenter, Trump-kritischer Kommentatoren, was in den Vereinigten Staaten eine Debatte über eine „Säuberung“ und einen Rechtsruck bei CNN hin zu den Republikanern auslöste. Im Juni 2023 trat Chris Licht zurück.

## Geschichte

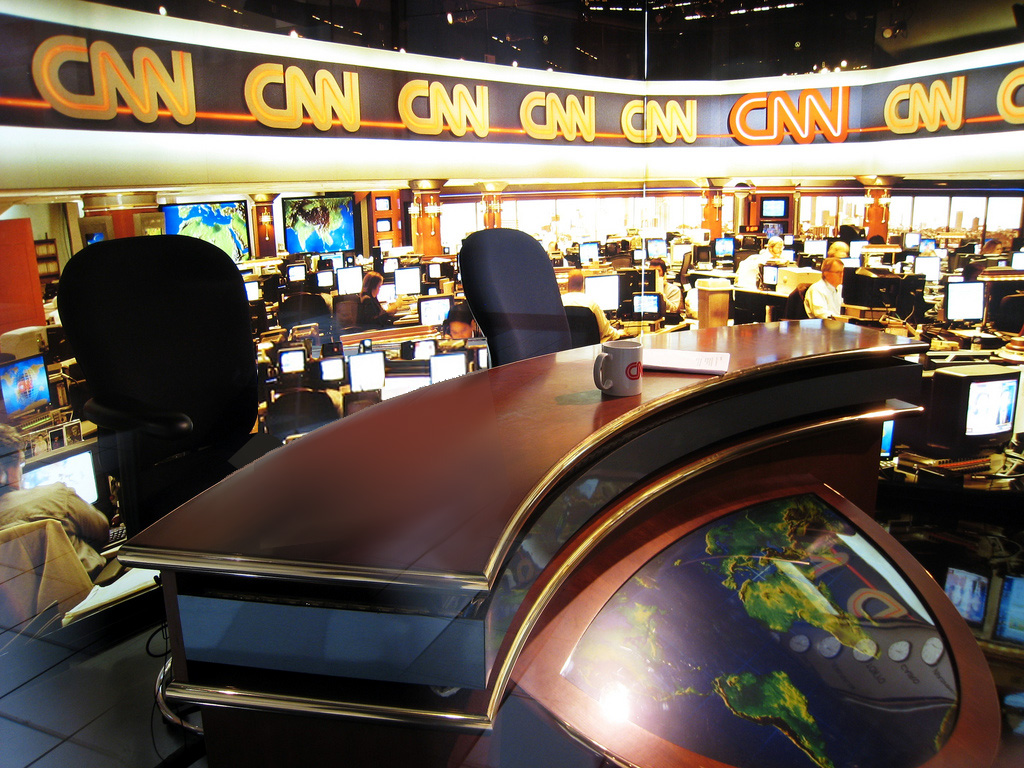
CNN-Studio, Januar 2009

Nach dem erfolgreichen Aufbau des Senders WTBS gründete Medienunternehmer Ted Turner im Jahre 1980 den Nachrichtensender CNN mit 225 Angestellten in 10 Büros und einem Startkapital von 20 Millionen US-Dollar. Zu diesem Zeitpunkt wurden Nachrichten in den großen amerikanischen Fernsehprogrammen nur in abendlichen 30-Minuten-Sendungen angeboten. Der Sendebetrieb startete am 1. Juni 1980 um 18 Uhr EST mit einer Ansprache von Turner („Wir werden erst abschalten, wenn die Welt untergeht“) und einem Bericht über die versuchte Ermordung des Bürgerrechtlers Vernon Jordan. David Walker und Lois Hart waren die beiden ersten Nachrichtensprecher. Zum Sendestart war CNN nur in knapp 1,7 Millionen Haushalten zu empfangen und arbeitete in den ersten Jahren defizitär. In dieser Zeit erwarb sich CNN auch den Spottnamen Chicken Noodle News (Network). Trotzdem investierte Turner weiter in die Infrastruktur des Senders und eröffnete weitere Studios in anderen Ländern. 1983 kaufte Turner den Hauptkonkurrenten von CNN, den Satellite News Channel von ABC.
Mit der Berichterstattung über die Challenger-Katastrophe, die CNN live übertrug, dem Fall der Berliner Mauer sowie der Liveberichterstattung über den Beginn des Zweiten Golfkrieges von Peter Arnett, Bernard Shaw und John Holliman vom Dach des Hotel Raschid in Bagdad wurde CNN national wie auch international einer breiten Öffentlichkeit bekannt. Mit der steigenden Akzeptanz des Kabelfernsehens in den USA stiegen auch die Einschaltquoten von CNN. Kennzeichnend für das Programm von CNN und später auch aller anderen Nachrichtensender wurden die sogenannten „Breaking News“; Unterbrechungen des normalen Programms bei aktuellen Ereignissen. Am 30. August 1995 wurde der Internetauftritt als CNN Interactive gegründet; als CNN.com wurde er zu einem der meistbesuchten Online-Nachrichtenportale der USA. 1996 verkaufte Ted Turner CNN für 7,4 Mrd. US-Dollar an den Medienkonzern Time Warner und wurde Vizepräsident des Konzerns, verantwortlich für die Fernsehsparte. Dennoch musste CNN mit der zunehmenden Konkurrenz im Markt der Nachrichtensender Einbußen hinnehmen. So ist der Sender seit Jahren hinter dem Hauptkonkurrenten Fox News nur noch die Nummer zwei in der Zuschauergunst. 2009 verließ aufgrund von inhaltlichen Differenzen mit Lou Dobbs der letzte Moderator der Anfangszeit und Gründer von CNNfn den Sender.
Mitte Februar 2017 ließ die venezolanische Regierung die terrestrische Übertragung CNN en Español in Venezuela abschalten. Vorausgegangen war ein Streit über Berichte des Senders, wonach Venezuela im Mittleren Osten seit Jahren Pässe und Visa für mehrere tausend US-Dollar verkaufe.

### Übernahme durch Warner Bros. Discovery und politische Neuausrichtung
Im April 2022 wurde CNN von Warner Bros. Discovery, dem Mutterkonzern von Turner Broadcasting System, übernommen. Hauptaktionär von Warner Bros. Discovery ist der Multimilliardär John Malone, der in rechten Republikaner-Kreisen verkehrt und unter anderem 250.000 US-Dollar an das Amtseinführungskomitee Donald Trumps spendete. Malone forderte mehrmals, CNN müsse den Fox News ähnlicher werden. Der Präsident von Warner Bros. Discovery, David Zaslav – der als Malone sehr nahestehend gilt – ernannte im Mai 2022 dann Chris Licht zum Nachfolger des bisherigen CNN-Chefs Jeff Zucker. Kurz hintereinander trennte sich CNN dann von zwei prominenten Gesichtern, dem Chefmedienkorrespondenten Brian Stelter und dem Korrespondenten für das Weiße Haus, John Harwood. Stelter hatte auf CNN 30 Jahre lang die wöchentliche Sendung „Reliable Sources“ (Verlässliche Quellen) moderiert und sich darin kritisch mit der Konkurrenz von Fox News auseinandergesetzt, wie auch mit den sich zunehmend radikalisierenden Republikanern und Donald Trump. In seiner letzten Sendung, im Wissen, dass ihm gekündigt würde, nannte John Harwood Donald Trump einen „verlogenen Demagogen“ und schloss sich Joe Bidens Aussage an, wonach Trump und seine Anhängerschaft eine Bedrohung für die Demokratie darstellten. Beide Kündigungen – teilweise wurde in US-Medien sogar von einer Säuberung gesprochen – wurden als klares Zeichen dafür gesehen, dass Chris Licht gleich zu Beginn Trump-kritische Stimmen loswerden wolle, um die neue, vermeintlich „neutralere“ Linie von David Zaslav und John Malone umzusetzen. Im Juni 2023 trat Chris Licht zurück.

## Programm

### Montag bis Freitag
| Zeit (EST)      | Sendung                              | Beschreibung                                      | Moderator                               |
| --------------- | ------------------------------------ | ------------------------------------------------- | --------------------------------------- |
| 05.00–06.00 Uhr | Early Start                          | Morning-Show                                      | Kasie Hunt                              |
| 06.00–09.00 Uhr | CNN This Morning                     | Morning-Show                                      | Poppy Harlow & Phil Mattingly           |
| 09.00–12.00 Uhr | CNN News Central                     | Nachrichtensendung                                | John Berman, Kate Bolduan & Sara Sidner |
| 12.00–13.00 Uhr | Inside Politics with Dana Bash       | Politische Themen                                 | Dana Bash                               |
| 13.00–16.00 Uhr | CNN News Central                     | Politik und Weltgeschehen                         | Brianna Keilar & Boris Sanchez          |
| 16.00–18.00 Uhr | The Lead with Jake Tapper            | Rückblick auf die Ereignisse des bisherigen Tages | Jake Tapper                             |
| 18.00–19.00 Uhr | The Situation Room with Wolf Blitzer | Politische Themen                                 | Wolf Blitzer                            |
| 19.00–20.00 Uhr | Erin Burnett OutFront                | Investigatives Format                             | Erin Burnett                            |
| 20.00–21.00 Uhr | Anderson Cooper 360°                 | Politische Themen                                 | Anderson Cooper                         |
| 21.00–22.00 Uhr | The Source with Kaitlan Collins      | Politische Themen                                 | Kaitlan Collins                         |
| 22.00–23.00 Uhr | CNN NewsNight                        | Politische Themen                                 | Abby Phillip                            |
| 23.00–24.00 Uhr | Laura Coates Live                    | Politische Themen                                 | Laura Coates                            |

### Samstag
| Zeit (EST)    | Sendung                  | Beschreibung       | Moderator                       |
| ------------- | ------------------------ | ------------------ | ------------------------------- |
| 6:00–9:00 Uhr | CNN This Morning Weekend | Morning-Show       | Victor Blackwell & Amara Walker |
|               | First of All             | Morning-Show       | Victor Blackwell                |
|               | Smerconish               | Wochenrückblick    | Michael Smerconish              |
|               | The Chris Wallace Show   | Nachrichtensendung | Chris Wallace                   |
|               | Christiane Amanpour      | Nachrichtensendung | Christiane Amanpour             |
|               | CNN Newsroom             | Nachrichtensendung | Fredricka Whitfield             |
|               | CNN Newsroom             | Nachrichtensendung | Jim Acosta                      |

### Sonntag
| Zeit (EST)      | Sendung                                                          | Beschreibung                       | Moderator                       |
| --------------- | ---------------------------------------------------------------- | ---------------------------------- | ------------------------------- |
| 06:00–09:00 Uhr | CNN This Morning Weekend                                         | Morning-Show                       | Victor Blackwell & Amara Walker |
| 09:00–10:00 Uhr | State of the Union with Jake Tapper and Dana Bash                | Politische Kommentare & Interviews | Jake Tapper & Dana Bash         |
| 10:00–11:00 Uhr | Fareed Zakaria GPS                                               | Weltgeschehen                      | Fareed Zakaria                  |
| 11:00–12:00 Uhr | Inside Politics with Manu Raju                                   | Politik                            | Manu Raju                       |
| 12:00–13:00 Uhr | State of the Union with Jake Tapper and Dana Bash (Wiederholung) | Politische Kommentare & Interviews | Jake Tapper & Dana Bash         |
| 13:00–20:00 Uhr | CNN Newsroom                                                     | Nachrichtensendung                 | Fredricka Whitfield             |
| 13:00–20:00 Uhr | CNN Newsroom                                                     | Nachrichtensendung                 | Jim Acosta                      |
| 20:00–22:00 Uhr | Anderson Cooper 360°                                             | Politische Themen                  | Anderson Cooper                 |
| 22:00–23:00 Uhr | The Whole Story with Anderson Cooper                             | Weltgeschehen                      | Anderson Cooper                 |

Sendezeiten können variieren.

## Büros

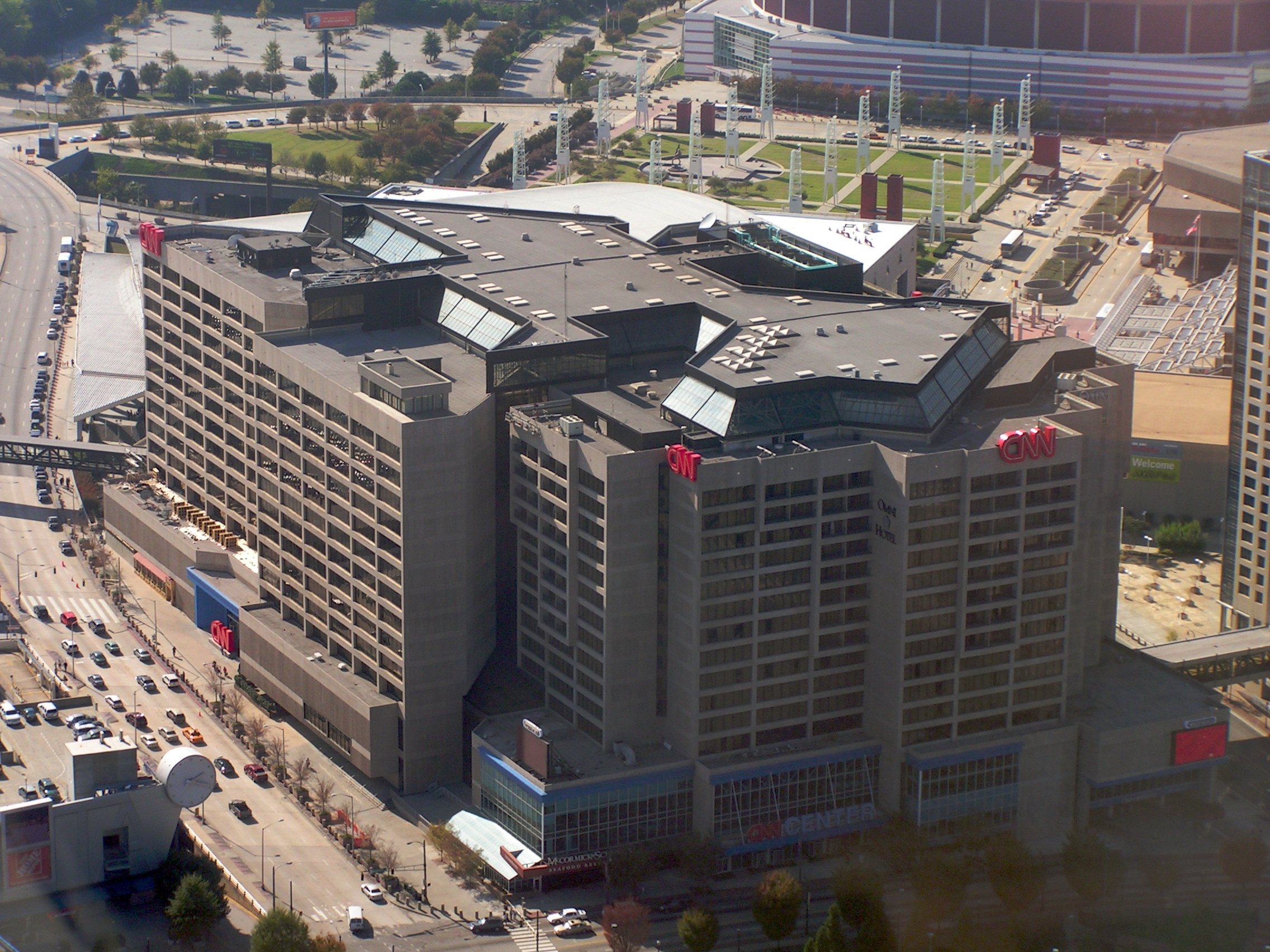
CNN-Center, Atlanta

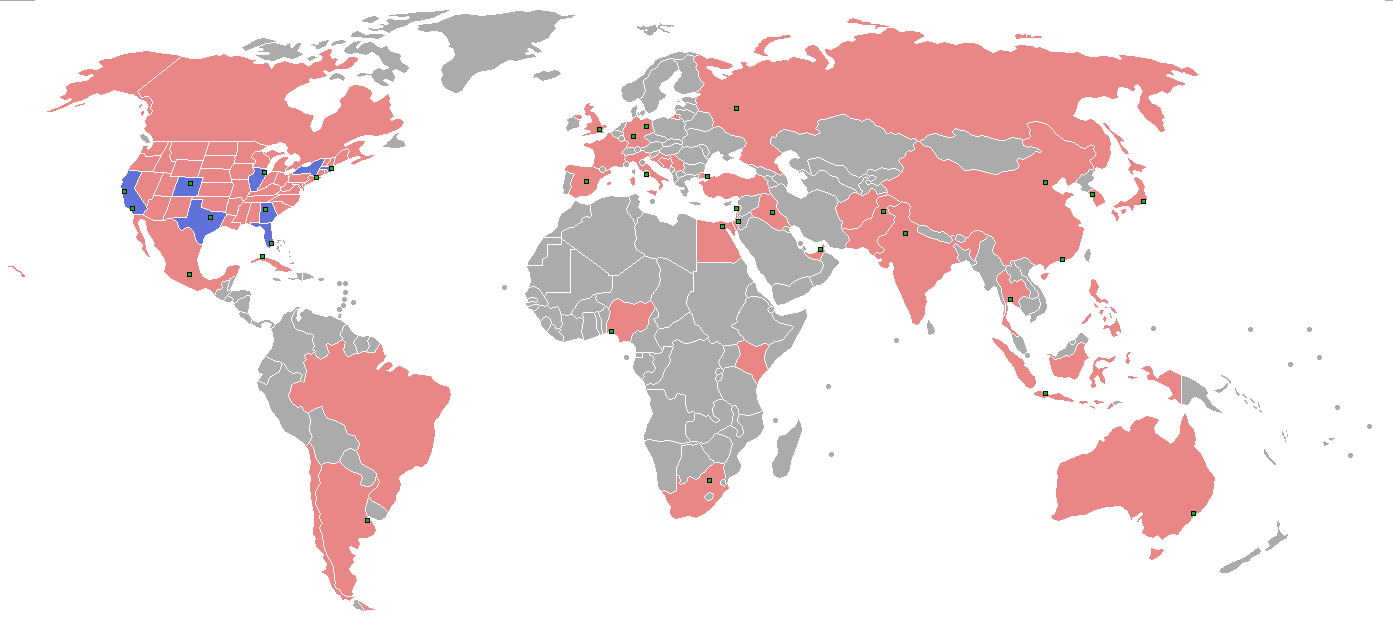
CNN-Büros weltweit

CNN hat weltweit Büros, in denen Nachrichtenbeiträge recherchiert und gesendet werden. Das CNN Center in Atlanta im US-Bundesstaat Georgia ist der Hauptsitz von CNN und CNN International, daneben gibt es noch weitere Büros in den USA, u. a. in Washington D.C., New York und Los Angeles.
In London befindet sich das größte CNN-Büro außerhalb der USA, verantwortlich für Europa, den Nahen Osten und Afrika. Weitere Büros in diesem Gebiet sind u. a. in Berlin, Paris, Moskau, Rom, Madrid, Istanbul, Jerusalem, Beirut, Dubai, Abu Dhabi, Bagdad, Kairo, Lagos und Johannesburg.
Die zentrale Sendeanstalt für den asiatischen Raum (Asienzentrum) ist in Hongkong angesiedelt, weitere Studios sind u. a. in Peking, Mumbai, Tokio und Islamabad.
Im November 2014 kündigte CNN an, sich mit der Verbreitung seines Programmes aus Russland zurückzuziehen. CNN sendete bereits in den frühen Neunzigern aus Russland, als die sowjetischen Pressekontrollen unter Präsident Gorbatschow gelockert worden waren. Seit 2015 ist das Programm des Senders in Russland nicht mehr terrestrisch zu sehen.
Als Begründung wurde die Verschärfung von russischen Gesetzen genannt, die die Eigentümerstruktur ausländischer Medienhäuser regeln. Die russische Zeitung Wedomosti begründet den Rückzug dagegen mit einer fehlenden Lizenz für Russland. Korrespondenten von CNN berichten nach wie vor aus Russland.

## Marktposition
Seit der Gründung entstanden neben dem nationalen US-Kanal weitere reine Nachrichtensender, wie zum Beispiel Fox News Channel, MSNBC und der Schwestersender HLN. Nachdem CNN jahrelang den Markt beherrschte, war der Sender 2008 nur noch die Nummer zwei hinter Fox News und vor MSNBC; 2021 war der Sender auf den dritten Platz hinter Fox News und MSNBC zurückgefallen. CNN verzeichnete 2022 weitere Einbrüche.

## Verbreitungswege
Als Cable News Network startete CNN seine Übertragung zunächst in US-amerikanischen Kabelnetzen. Bald jedoch wurde das Programm auch über diverse Satelliten in den USA übertragen. Der Ableger CNN International nutzt Transponder verschiedener Satelliten für Europa, Asien, Afrika und Ozeanien. In Europa wird CNN International über Astra 19,2° Ost verbreitet. Außerhalb der USA ist der Empfang des dort verbreiteten Programms (mit anderen Inhalten und nur dort ausgebreiteter Werbung im Vergleich zu CNN International) über einschlägige Drittanbieterwebseiten per Streaming möglich.
Laut Alexa rangiert die Website cnn.com auf Platz 18 der beliebtesten Websites in den Vereinigten Staaten und auf Platz 76 der beliebtesten Websites im Internet.

## Ableger und Beteiligungen
Seit seiner Gründung hat CNN auch in anderen Ländern Beteiligungen an Fernsehsendern erworben und auch neue Sender aufgebaut. Im eigenen Land gründete der Sender im Jahre 1982 den Ableger CNN2, der später in CNN Headline News und 2008 schließlich in HLN umbenannt wurde. Mittlerweile eingestellt sind der 1995 gegründete Finanzsender CNNfn und der Sportsender CNN Sports Illustrated (CNNSI). Über Breitband-Internetverbindungen ist das Programm von CNN/US durch ein Bezahlsystem in den USA zu empfangen, ebenfalls seit 2007 ist das Programm von CNN auch in HD-Qualität zu empfangen (CNN HD).
Als bekanntester Ableger gilt der ebenfalls englischsprachige Sender CNN International, den weltweit mehr als eine Milliarde Menschen in 212 Ländern empfangen können. Dieser hat seinen Hauptsitz ebenfalls in Atlanta, sendet aber große Teile seines Programms aus den Büros in London und Hongkong. Zur Abgrenzung wird der Hauptsender in Amerika auch CNN/U.S. (oder CNN Domestic) genannt.
In Deutschland war CNN bis 2006 am Nachrichtensender n-tv beteiligt. Weitere Ableger in der jeweiligen Landessprache existieren z. B.in Chile (CNN Chile), in der Türkei (CNN Türk), in Indonesien (CNN Indonesia), in Lateinamerika (CNN en Español), in Indien (CNN-IBN), in Portugal (CNN Portugal), in Brasilien (nur lizenziert) (CNN Brasil) und in Japan (CNNj). Vom 9. Juni 1997 bis Ende 2003 gab es im CNN-Programm ein 15-minütiges deutsches Programmfenster, das dreimal am Tag ausgestrahlt wurde (CNN-D). Es wurde zum 1. Januar 2004 eingestellt.
Am 8. Oktober 2012 kündigte CNN die Gründung von CNN Films an, um Original-Dokumentarfilme in Spielfilmlänge zu erwerben und in Auftrag zu geben.
Im Juli 2014 gab der US-Radiokonzern Cumulus Media bekannt, dass er seine Kooperation mit ABC Radio News beenden und eine neue Partnerschaft mit CNN eingehen werde. Seit 2015 liefert CNN internationale und nationale Audio-Nachrichteninhalte für die angeschlossenen Stationen mittels des Cumulus-eigenen Zuspieldiensts Westwood One. Zudem werden einzelne Hörfunkberichte angeboten sowie aktuelle Inhalte für die Homepages der Sender. Der Dienst wird ohne eigenes Logo („unbranded“) verbreitet, was den angeschlossenen Stationen ermöglicht, die Inhalte in ihr eigenes Angebot einzubauen und mit einem eigenen Brand zu versehen.
Neben den Fernsehprogrammen betreibt CNN zwölf Webseiten in verschiedenen Sprachen, zum Beispiel auf Arabisch, Koreanisch und Japanisch.
Im Oktober 2017 startete in der Schweiz der englischsprachige Sender CNN Money Switzerland. CNN Money war nicht Eigentum von CNN, sondern bekam von CNN die Lizenz für die Marke. Täglich wurde von 18 bis 21 Uhr live gesendet, weitere vier Stunden Programm wurden zuvor aufgezeichnet. Im August 2020 wurde CNN Money Switzerland eingestellt.

## Kontroversen
Im Präsidentschaftswahlkampf 2016 spielte die langjährige CNN-Mitarbeiterin Donna Brazile vor einer von CNN ausgerichteten TV-Debatte dem Wahlkampfteam Hillary Clintons Fragen zu. Nach Veröffentlichung der E-Mails durch die Enthüllungsplattform WikiLeaks gab CNN die Trennung von Brazile bekannt. CNN-Journalist Jake Tapper nannte dieses Verhalten „sehr, sehr besorgniserregend“ und vom journalistischen Standpunkt her „entsetzlich“.
Im Juni 2017 zeigte ein in sozialen Medien veröffentlichtes Video, wie CNN-Moderatorin Becky Anderson in London eine kleine Gruppe muslimischer Demonstranten gegen islamistisch motivierten Terrorismus hinter einer Polizeiabsperrung dirigiert und gruppiert. Dies brachte CNN den Vorwurf ein, die Demonstration inszeniert zu haben. CNN wies den Vorwurf Nachrichten zu inszenieren zurück; dies sei „nonsense“. Ebenfalls im Juni 2017 mussten die drei CNN-Journalisten Thomas Frank, Eric Lichtblau und Lex Harris den Sender verlassen, nachdem sie auf CNN.com eine falsche Geschichte über den Trump-Berater Anthony Scaramucci veröffentlicht hatten. CNN trennte sich auch von Moderator Reza Aslan, nachdem dieser Donald Trump auf Twitter als „a piece of shit“ bezeichnet hatte.
US-Präsident Donald Trump bezeichnete CNN bei Pressekonferenzen, Interviews und Parteiveranstaltungen wiederholt als „Fake news“. Im Juli 2017 postete er auf Twitter eine Videomontage, die zeigt, wie er im Wrestlingstil einem Mann mit der Faust mehrfach ins – mit einem CNN-Logo überblendete – Gesicht schlägt. CNN gelang es, die Identität des Videomachers herauszufinden, der sich anschließend bei CNN entschuldigte. CNN.com erklärte, sich die Veröffentlichung des Namens vorzubehalten, „sollte sich daran etwas ändern“. Dies kritisierten verschiedene Stimmen als bedenklich und unethisch.
Eine Studie der Harvard Kennedy School vom Mai 2017 zur Medienberichterstattung über die ersten 100 Tage der Präsidentschaft Donald Trumps kam zu dem Ergebnis, dass 93 Prozent aller CNN-Berichte dieser Periode ihn unvorteilhaft und in negativem Ton dargestellt hätten.
Im Dezember 2017 veröffentlichte CNN einen Bericht, der angebliche illegale Verbindungen zwischen Donald Trumps Wahlkampfteam und WikiLeaks beziehungsweise Moskau beweisen sollte. Nachdem jedoch die Washington Post aufgedeckt hatte, dass CNN zentrale Fakten falsch dargestellt hatte, musste der Nachrichtensender seine Falschmeldung wieder zurücknehmen. Die New York Times und andere Kommentatoren warnten, die fehlerhafte Berichterstattung von CNN und anderen Medien wie ABC, Bloomberg oder The Wall Street Journal würde das Vertrauen in die Medien weiter aushöhlen. Die Washington Post kritisierte, dass CNN Donald Trump neue Munition für seine Fake-News-Vorwürfe liefere.
CNN geriet während der COVID-19-Pandemie in die Kritik, da der Moderator Chris Cuomo regelmäßig freundschaftlich seinen Bruder Andrew Cuomo (Gouverneur von New York, Demokratische Partei) mit positivem Schlaglicht auf dessen Corona-Politik als Gouverneur interviewte, obwohl wegen der engen Verwandtschaft der beiden ein offensichtlicher Interessenskonflikt vorlag und Andrew Cuomo wegen vieler Corona-Toter in New York zeitgleich in der Kritik stand. Journalistische Regeln erlauben derartige Interviews wegen der persönlichen Interessenskonflikte der involvierten Journalisten eigentlich nicht.
Anfang 2024 erklärten Mitarbeiter von CNN, die israelfreundliche Ausrichtung des Senders führe zu journalistischem Fehlverhalten, zu einem Wiederkäuen israelischer Propaganda und einer Zensur palästinensischer Perspektiven. CNN-Journalisten in den USA und in anderen Ländern sagten, die Anweisungen des Managements, die Darstellungen aus palästinensischer Sicht stark einschränken oder völlig verhindern, während Erklärungen der israelischen Regierung stets für bare Münze genommen werden, führen zu einer verzerrten, einseitigen und unvollständigen Berichterstattung.